# Rusland op het Eurovisiesongfestival 2012
Rusland nam deel aan het  Eurovisiesongfestival 2012 in Bakoe, Azerbeidzjan. Het was de 16de deelname van het land op het Eurovisiesongfestival. Rusland 1 was verantwoordelijk voor de Russische bijdrage voor de editie van 2012.

## Selectieprocedure
Op 28 december 2011 maakte de Russische zender Russia 1 bekend dat het zou deelnemen aan het Eurovisiesongfestival 2012.
De audities voor de nationale finale werden gehouden in februari 2012. Een speciale jury koos de 25 artiesten die zouden deelnemen aan de nationale finale. 
De nationale finale werd gehouden op 7 maart en gewonnen door de groep Buranovskiye Babushki. De dames deden in 2010 al een poging om het songfestival te bereiken, maar eindigden toen nog op derde plaats. Rusland kwam uit in de eerste halve finale, op dinsdag 22 mei. Hierna wisten ze door te dringen tot de finale.
De winnaar werd bepaald door televoting en een vakjury.

## Nationale finale
| Startplaats | Artiest                     | Lied                       | Jury & Televote | Plaats |
| ----------- | --------------------------- | -------------------------- | --------------- | ------ |
| 1           | Lena Maksimova              | "Brave"                    | 4,96            | 13     |
| 2           | Ksenona                     | "Close My Eyes"            | 4,02            | 21     |
| 3           | Irson Kudikova              | "Woman's Heart Never Lies" | 4,15            | 19     |
| 4           | The UPS!                    | "Kiss"                     | 5,00            | 12     |
| 5           | SARDOR                      | "Believe"                  | 3,46            | 24     |
| 6           | 4POST                       | "Navstrechu Nebu"          | 6,32            | 6      |
| 7           | Efrosiya                    | "Ya Tebya Lyubila"         | 4,06            | 20     |
| 8           | UNITE IT                    | "Filling My Life"          | 4,44            | 16     |
| 9           | Katya Savelieva             | "Life's Beautifull"        | 5,32            | 9      |
| 10          | Olga Makovetskaya           | "Positive Emotions"        | 4,52            | 15     |
| 11          | Rene                        | "I Miss You"               | 4,28            | 17     |
| 12          | Farinelli Balls             | "Breath Away Song"         | 5,06            | 11     |
| 13          | Polina Smolova              | "Michael"                  | 5,79            | 7      |
| 14          | CHINKONG ft. Karina         | "High Up"                  | 4,68            | 14     |
| 15          | Marie Karne                 | "Mezhdu Nebom I Zemlyoy"   | 4,24            | 18     |
| 16          | Mark Tishman                | "Money vs Love"            | 6,73            | 5      |
| 17          | Ed Shulzhevskiy             | "Sto Minut"                | 3,65            | 23     |
| 18          | Elena Ekimova               | "Do You Like?"             | 5,58            | 8      |
| 19          | Dima Bilan & Joelia Volkova | "Back To Her Future"       | 29,25           | 2      |
| 20          | Riff Action Family          | "Sky"                      | 5,09            | 10     |
| 21          | Timati & Aida Garifoellina  | "Fantasy"                  | 26,74           | 3      |
| 22          | Pavla                       | "One Million Butterflies"  | 3,93            | 22     |
| 23          | Syostry Syo                 | "Une Marionette"           | 6,98            | 4      |
| 24          | Buranovskiye Babushki       | "Party for Everybody"      | 38,51           | 1      |
| 25          | Jet Kids                    | "Oh Yeah"                  | 3,23            | 25     |

## In Bakoe
In Bakoe trad Rusland aan in de eerste halve finale, op dinsdag 22 mei. Rusland werd in die halve finale geselecteerd voor deelname aan de finale door de eerste plaats te behalen. In de finale eindigde Rusland achter Zweden op de tweede plaats.
1994 · 1995 · 1996 · 1997 · 1998-1999 · 2000 · 2001 · 2002 · 2003 · 2004 · 2005 · 2006 · 2007 · 2008 · 2009 · 2010 · 2011 · 2012 · 2013 · 2014 · 2015 · 2016 · 2017 · 2018 · 2019 · 2020 · 2021 · 2022-2025
Albanië · Azerbeidzjan · België · Bosnië en Herzegovina · Bulgarije · Cyprus · Denemarken · Duitsland · Estland · Finland · Frankrijk · Georgië · Griekenland · Hongarije · Ierland · IJsland · Israël · Italië · Kroatië · Letland · Litouwen · Macedonië · Malta · Moldavië · Montenegro · Nederland · Noorwegen · Oekraïne · Oostenrijk · Portugal · Roemenië · Rusland · San Marino · Servië · Slovenië · Slowakije · Spanje · Turkije · Verenigd Koninkrijk · Wit-Rusland · Zweden · Zwitserland